# Gostomski II
Gostomski II (Jakusz-Gostomski) – kaszubski herb szlachecki.

## Opis herbu
Opis z wykorzystaniem zasad blazonowania, zaproponowanych przez Alfreda Znamierowskiego:
W polu karp, z którego trzy strzały bez opierzenia w wachlarz. Klejnot: nad hełmem w koronie półksiężyc, nad którym trzy gwiazdy w pas. Labry nieznanej barwy.

## Najwcześniejsze wzmianki
Herb przytaczany przez Żernickiego, opisany słownie (Der polnische Adel, Die polnischen Stamwappen) rekonstrukcji za opisem dokonał Przemysław Pragert.

## Herbowni
Gostomski z przydomkiem Jakusz. 
Inne gałęzie tej rodziny używały innych herbów. Pełna lista herbów Gostomskich dostępna w haśle Gostomski I.